# Evanina wiltshirei
Evanina wiltshirei är en fjärilsart som beskrevs av Charles Boursin 1957. Evanina wiltshirei ingår i släktet Evanina och familjen nattflyn. Inga underarter finns listade i Catalogue of Life.